# Młodasko
Młodasko – wieś w Polsce położona w województwie wielkopolskim, w powiecie szamotulskim, w gminie Kaźmierz.
Wieś szlachecka Młodawsko położona była w 1580 roku w powiecie poznańskim województwa poznańskiego. W latach 1975–1998 miejscowość administracyjnie należała do województwa poznańskiego.
Wieś sołecka, położona 15 km na południe od Szamotuł, przy trasie drogi krajowej nr 92.
Miejscowość wymieniana w dokumentach od 1257 r. była folwarkiem, w którym mieszkało 6 półśledników i 5 chałupników oraz 8 komornic> Każdy z półśledników i chałupników miał stodołę i chlew, wszystko z chrustu.
O starej metryce tego terenu świadczy położone na zachód od zabudowań wsi grodzisko stożkowate z około XI w., na planie czworoboku z zaokrąglonymi narożnikami, o obw. 150 m, wysokości około 13 m, otoczone śladami fosy. Jak głosi podanie ludowe, kopiec ten usypali Szwedzi i stawiali na nim armaty w celu ostrzeliwania okolicy. W rzeczywistości kopiec ten stanowi pozostałość po wczesnośredniowiecznym grodzisku wymienionym w 1384 r. jako "castrum Bytyń" i "fortalicium Bytyń".
We wsi znajduje się dobrze zachowany park krajobrazowy z drugiej połowy XIX w. o pow. 11 ha z 2 jesionami o obw. 350 cm i 380 cm oraz lipą o obw. 380 cm. Od szosy do parku prowadzi aleja starych kasztanowców. 